# Pablo Sarabia
Pablo Sarabia García (Madrid, 1992. március 11. –) spanyol válogatott labdarúgó, a katari el-Arabi játékosa.

## Pályafutása

### Klubcsapatokban

#### Real Madrid
Sarabia Madridban született és 2004-ig a Madrid Oeste de Boadilla del Monte labdarúgó-akadémián játszott, ezt követően lett a Real Madrid akadémiájának a tagja. A különböző ifjúsági csapatokban való szereplés után a felnőttek között 2010. január 3-án az AD Alcorcón elleni másodosztályú bajnokin debütált a Real Madrid Castilla színeiben. Két héttel később az első gólját is megszerezte, amikor csapata 5–2-re győzte le a Racing Santander B csapatát.
2010 decemberében Sarabiát először hívták fel az első csapat keretéhez egy Auxerre elleni Bajnokok Ligája mérkőzés előtt. A 4–0-ra megnyert csoportmérkőzés 72. percében Cristiano Ronaldo helyett lépett pályára csereként, majd a találkozót követően kijelentette: "Ez egy csodálatos éjszaka volt, amit soha nem fogok elfelejteni".
A 2010–11-es harmadosztályú bajnokságban Sarabia fontos szerepet játszott a csapat játékában, a szélső középpályás pozíciójától a támadó középpályásig több poszton is megfordult az idény során. Tizenkét góljával a rájátszásról éppen csak lemaradó Castilla harmadik legeredményesebb játékosa volt Joselu és Álvaro Morata mögött.

#### Getafe
2011. július 3-án Sarabia ötéves szerződést írt alá a szintén madridi Getafe csapatával, amely mintegy három millió eurót fizetett érte. Az ezt követő években a Getaféban vált stabil élvonalbeli játékossá, a klub színeiben a 2015–16-os évad végéig 131 bajnokin lépett pályára és 11 gólt szerzett.

#### Sevilla
2016. június 9-én, miután a Getafe az előző idény végén kiesett az első osztályból, Sarabia a Sevilla együtteséhez igazolt, négy évre szóló szerződést aláírva. Három szezont töltött az andalúz csapatban, amelynek alapembere volt, és amelynek színeiben 101 bajnoki mérkőzésen 27 gólt szerzett. Csapatával 2016-ban spanyol és európai szuperkupa-mérkőzést játszott, a 2017–18-as szezon végén pedig kupadöntőt, de mindhárom mérkőzést elvesztette, így trófeát nem nyert a klub játékosaként.

#### Paris Saint-Germain
2019. július 2-án öt évre szóló szerződést írt alá a Paris Saint-Germain csapatához. A francia klub 18 millió eurót fizetett érte a Sevillának. Első gólját a Ligue 1-ben október 5-én szerezte, majd később két gólpasszt is kiosztott az Angers SCO elleni 4–0-ra megnyert meccsen.
2021 nyarán egy évre a lisszaboni Sporting CP csapatához került kölcsönbe.

#### Wolverhampton Wanderers
2023. január 17-én két és fél éves szerződést kötött az angol Wolverhampton Wanderers csapatával. Öt nappal később debütált a bajnokságban, Adama Traorét váltotta a félidőben a Manchester City elleni 3–0-ra elvesztett találkozón. Február 24-én szerezte meg az első gólját a Fulham elleni 1–1-es döntetlent elérő idegenbeli mérkőzésen. 2025. május 28-án jelentette be, hogy szerződése lejárta után nyáron távozik a klubtól.

#### El-Arabi
2025. június 18-án kétéves szerződést kötött a katari el-Arabi csapatával.

### A válogatottban
Tagja volt a 2011-ben U19-es és a két évvel később U21-es Európa-bajnok spanyol korosztályos válogatottnak is.
2019. augusztus 30-án meghívót kapott a spanyol felnőtt nemzeti csapatba két 2020-as Európa-bajnoki selejtezőre Románia és a Feröer-szigetek ellen.

## Statisztika

### Klubcsapatokban
2023. január 6-án frissítve.
| Klub                 | Szezon           | Liga  | Liga | Kupa  | Kupa | Nemzetközi | Nemzetközi | Egyéb | Egyéb | Összesen | Összesen |
| Klub                 | Szezon           | Mérk. | Gól  | Mérk. | Gól  | Mérk.      | Gól        | Mérk. | Gól   | Mérk.    | Gól      |
| -------------------- | ---------------- | ----- | ---- | ----- | ---- | ---------- | ---------- | ----- | ----- | -------- | -------- |
| Real Madrid Castilla | 2009–10          | 16    | 3    | —     | —    | —          | —          | —     | —     | 16       | 3        |
| Real Madrid Castilla | 2010–11          | 33    | 12   | —     | —    | —          | —          | —     | —     | 33       | 12       |
| Real Madrid Castilla | Összesen         | 49    | 15   | —     | —    | —          | —          | —     | —     | 49       | 15       |
| Real Madrid          | 2010–11          | 0     | 0    | 0     | 0    | 1          | 0          | —     | —     | 1        | 0        |
| Real Madrid          | Összesen         | 0     | 0    | 0     | 0    | 1          | 0          | —     | —     | 1        | 0        |
| Getafe               | 2011–12          | 19    | 0    | 1     | 0    | —          | —          | —     | —     | 20       | 0        |
| Getafe               | 2012–13          | 13    | 0    | 3     | 1    | —          | —          | —     | —     | 16       | 1        |
| Getafe               | 2013–14          | 33    | 1    | 4     | 1    | —          | —          | —     | —     | 37       | 2        |
| Getafe               | 2014–15          | 35    | 2    | 5     | 2    | —          | —          | —     | —     | 40       | 4        |
| Getafe               | 2015–16          | 31    | 7    | 1     | 0    | —          | —          | —     | —     | 32       | 7        |
| Getafe               | Összesen         | 131   | 10   | 14    | 4    | —          | —          | —     | —     | 145      | 14       |
| Sevilla              | 2016–17          | 34    | 8    | 3     | 2    | 7          | 1          | 2     | 0     | 46       | 11       |
| Sevilla              | 2017–18          | 34    | 6    | 8     | 2    | 11         | 1          | 0     | 0     | 53       | 9        |
| Sevilla              | 2018–19          | 33    | 12   | 5     | 1    | 13         | 8          | 1     | 1     | 52       | 22       |
| Sevilla              | Összesen         | 101   | 26   | 16    | 5    | 31         | 10         | 3     | 1     | 151      | 42       |
| Paris Saint-Germain  | 2019–20          | 21    | 4    | 6     | 7    | 9          | 2          | 4     | 1     | 40       | 14       |
| Paris Saint-Germain  | 2020–21          | 27    | 6    | 5     | 1    | 4          | 0          | 1     | 0     | 37       | 7        |
| Paris Saint-Germain  | 2021–22          | 2     | 1    | 0     | 0    | 0          | 0          | 0     | 0     | 2        | 1        |
| Paris Saint-Germain  | 2022–23          | 14    | 0    | 1     | 0    | 3          | 0          | 1     | 0     | 19       | 0        |
| Paris Saint-Germain  | Összesen         | 64    | 11   | 12    | 8    | 16         | 2          | 6     | 1     | 98       | 22       |
| Sporting CP          | 2021–22          | 29    | 15   | 4     | 2    | 8          | 2          | 4     | 2     | 45       | 21       |
| Sporting CP          | Összesen         | 29    | 15   | 4     | 2    | 8          | 2          | 4     | 2     | 45       | 21       |
| Karrier összesen     | Karrier összesen | 374   | 77   | 46    | 19   | 55         | 13         | 13    | 4     | 488      | 113      |

### A válogatottban
2022. december 6-án frissítve.
| Nemzet        | Év       | Mérkőzés | Gól |
| ------------- | -------- | -------- | --- |
| Spanyolország | 2019     | 3        | 1   |
| Spanyolország | 2020     | 0        | 0   |
| Spanyolország | 2021     | 13       | 4   |
| Spanyolország | 2022     | 10       | 4   |
| Összesen      | Összesen | 26       | 9   |

## Sikerei, díjai

### Klubokban
Sevilla
- Spanyol kupa döntős: 2017–18
- Spanyol szuperkupa döntős: 2016
- UEFA-szuperkupa döntős: 2016

Paris Saint-Germain
- Francia bajnok: 2019–20,[25] 2021–22
- Francia kupa: 2019–20, 2020–21
- Francia ligakupa: 2020
- Francia szuperkupa: 2019, 2020, 2022

Sporting
- Portugál ligakupa: 2021–22

### A válogatottban
- U21-es Európa-bajnok: 2013
- U19-es Európa-bajnok: 2011
- U17-es világbajnokság: 3. hely: 2009

### Egyéni
- UEFA La Liga az év csapata: 2018–19[26]